# Trichodura dorsalis
Trichodura dorsalis är en tvåvingeart som först beskrevs av Walker 1853.  Trichodura dorsalis ingår i släktet Trichodura och familjen parasitflugor. Inga underarter finns listade i Catalogue of Life.